# 九九式飛行艇
空技廠 H5Y 九九式飛行艇
- 用途：飛行艇
- 設計者：海軍航空技術廠
- 製造者：海軍航空技術廠、広海軍工廠、愛知航空機、川西航空機
- 運用者：大日本帝国海軍
- 初飛行：1936年
- 生産数：約20機
- 運用状況：退役

九九式飛行艇（きゅうきゅうしきひこうてい）は 、海軍航空技術廠（空技廠）が開発し、昭和15年（1940年）に正式採用された日本海軍の飛行艇。機体略番はH5Y。九七式飛行艇と同時期に開発された双発機だったが、九七式飛行艇が優秀な性能を示したため少数の生産で生産中止となった。

## 概要
1934年（昭和9年）にそれまで使用されていた九一式飛行艇の後継機として空技廠に開発指示が出されたのが九試中型飛行艇で、同時期に川西航空機に対して開発を命じていた九試大型飛行艇（後の九七式飛行艇）が開発失敗した場合の保険的な意味を持つ機体であった。そのため要求性能は九試大型飛行艇並のものが要求されていた。試作機は1936年（昭和11年）に初飛行した。細長いパラソル式の主翼を持つ単葉の双発機で、エンジンは三菱の「震天」を搭載した。胴体の幅は空気抵抗を減少させるため狭く押さえられており、また翼端のフロートの代わりに胴体側面にドルニエ式の安定鰭を取り付けていた。これは後に廃止され、翼端にフロートが取り付けられた。尾翼は双尾翼形式で、尾部銃座を装備していた。
試作機の空中性能は優秀で、最高速度は300km/hを超え航続距離も4000km以上と海軍の要求値どおりの物を示した。しかし水上性能が悪く、水上での機体の安定性や機体に対する波の影響など問題点が多かった。また、機体の構造が他の機種と比べて複雑で故障が多い点も欠点のひとつだった。空技廠で改良が続けられた結果、欠点は全ては改善しなかったが実用化出来る水準の性能になったことと、何より本機の長大な航続性能は捨てがたく、初飛行から4年後の1940年（昭和15年）2月に九九式飛行艇として制式採用された。
採用当初は相当数の配備が予定されていたが、採用時においては既に機体自体が旧式化していた上に九七式飛行艇が予想以上に優秀な性能を示したため、本機の存在価値は無くなっていた。また、搭載していた震天エンジンの生産が中止になったため、1941年（昭和16年）に生産は打ち切りとなった。生産は空技廠と広海軍工廠（広廠）の他、愛知航空機、川西航空機でも行われ、試作機も含めて約20機生産された。生産された機体は長大な航続力を生かして、太平洋戦争初期に中部太平洋方面で哨戒任務で使用された。また、輸送飛行艇に改造され大日本航空で使用された機体もあった。

## スペック
- 全長： 20.50 m
- 全幅： 31.57 m
- 全高： 6.72 m
- 主翼面積： 108.00 m2
- 全装備重量： 11,500 kg
- 最高速度： 306 km/h
- 乗員： 3 名
- 発動機： 三菱「震天」21型 空冷星型14気筒 1,200 hp × 2
- 航続距離： 4,730 km
- 実用上昇限度： 5,280 m
- 武装：
  - 7.7 mm機銃 × 3
  - 爆弾 250 kg × 2